# Red zmage
Red zmage je bilo najvišje vojaško odlikovanje Sovjetske zveze, ki je bilo ustanovljeno 8. novembra 1943.

## Kriteriji
Podeljeno je bilo članom STAVKE in visokim pripadnikom tujih oboroženih sil za uspešno vodenje operacij, v katero je bila vključena najmanj 1 armadna skupina.

## Opis
Red je v obliki pravilne peterokrake zvezde. Površina krakov je rdeče barve in emajlirana. Ob strani je posutih 110 16-karatnih diamantov in 25-karatnih rubinov. Red je narejen iz srebra (19 gramov), zlata (2 grama na platinastem okvirju (47 gramov). V sredini je simbol stolpa z rdečo zvezdo. Na zgornjem delu kroga je napis v cirilici CCCP - ZSSR, v spodnjem delu pa POBEDA - ZMAGA.

## Nošnja
Odlikovanje se nosi na levi strani suknjiča/uniforme; 12-14 cm nad pasom.

## Nadomestne oznake
Nadomestna oznaka je trak, velikosti 46 x 8 mm, Center je 15 mm rdeč trak, na vsaki strani pa je dodan še zelen, temno moder, temnordeč, bledomoder in oranžen s črnim centralnim trakom. Vsak barvni trak je razdeljen s tanko belo črto.

## Nosilci
- maršal Sovjetske zveze Georgij Konstantinovič Žukov (10. april 1944, 30. marec 1945)
- maršal Sovjetske zveze Aleksander Mihajlovič Vasiljevski (10. april 1944, 19. april 1945)
- generalisim Sovjetske zveze Josif Visarijonovič Džugašvili - Stalin (29. julij 1944, 26. junij 1945)
- maršal Sovjetske zveze Ivan Stepanovič Konjev (30. marec 1945)
- maršal Sovjetske zveze Konstantin Konstantinovič Rokosovski (30. marec 1945)
- maršal Sovjetske zveze Rodjon Jakovljevič Malinovski (26. april 1945)
- maršal Sovjetske zveze Fedor Tolbukin (26. april 1945)
- maršal Sovjetske zveze Leonid Aleksandrovič Govorov (31. maj 1945)
- maršal Sovjetske zveze Semjon Timošenko (4. junij 1945)
- general armade Aleksej Antonov (4. junij 1945)
- maršal Bernard Montgomery (5. junij 1945)
- general armade Dwight David Eisenhower (5. junij 1945)
- kralj Romunije Mihael I. (6. julij 1945)
- maršal Poljske Michał Żymierski (9. avgust 1945)
- maršal Sovjetske zveze Kiril Meretskov (8. september 1945)
- maršal Josip Broz Tito (8. september 1945)
- maršal Sovjetske zveze Leonid Brežnjev (20. februar 1978; red odvzet 21. septembra 1989 zaradi neizpolnjevanja kriterijev)